# Dětská hra (film, 1988)
Dětská hra je americký horor z roku 1988. Film režíroval Tom Holland. Snímek se také dočkal stejnojmenného přepracování v roce 2019. 

## Děj
Vrah Charles Lee Ray, přezdívaný škrtič nebo též Chucky, je pronásledován policií. Při útěku mu jeho komplic Eddie Capput ujede v jeho autě. Charles "Chucky" tedy vyrazí do dětského obchodu s hračkami v ulici La´Pasche. Kamera zabírá Charlese utíkajícího po obchodě, který vystřelí po policistovi, ale mine a sám je zasažen do břicha. Krvácející Charlie zamíří k panenkám od firmy Dětské hry, v tom se objeví titulky "Dětská hra". Charles pochopí, že umírá. Na policistu zakřičí, že jemu a Eddiemu slibuje pomstu. Poté si řekne pro sebe, že musí někoho najít. Bloudí po obchodě až spadne na vyskládané panenky. Podívá se na jednu z nich a řekne kletbu. Po vyřčení kletby se jeho duše převtělí do panenky, do obchodu udeří několik blesků a nakonec dojde k výbuchu.
Druhý den, kde se všude ve zprávách mluví o zabitém Charlesovi Lee Rayovi, malý Andy zrovna slaví 6. narozeniny. Když rozbaluje dárky, čeká, že dostane panenku Good Guy (Dobrého kamaráda), ale maminka na ní nestačila našetřit.
Po narozeninách je maminka v práci a její kamarádka jí řekne, že za obchodem je bezdomovec, který jí panenku prodá levně. Jdou za ním a po krátké hádce se dohodnou na ceně. Jakmile přijdou zpátky do práce, jejich šéf jim řekne, že ten den musí zůstat v práci dlouho. Andyho bude ten večer muset hlídat kamarádka jeho matky. Matčina kamarádka, Andym přezdívána "teta Meggie", pošle Andyho spát. Jenže Chucky obživne, uhodí tetu Maggie kladivem do hlavy, ona následně vypadne z okna a zabije se.
Po policejním vyšetřování Chucky navede Andyho, aby zajeli za Eddiem Capputem. Když mu Andy řekne, že potřebuje na záchod, tak ať zůstane sedět na židličce, tak toho Chucky využije a jde sám do domu Eddiho Caputta. Tam nejprve pustí plyn a poté nechá Eddieho vystřelit, což způsobí jiskru a dům vybuchne.
Dále má Chucky namířeno k doktoru smrti, který provozuje voodoo. Od doktora smrti se dozví, že Chuckyho oživil, aby konal dobro, ale Chucky toho zneužil. Jakmile chce odejít z místnosti, Chucky vytáhne jeho voodoo panenku a začne mu lámat kosti. Poté mu doktor smrti řekne, že aby se stal znovu člověkem, tak musí svou duši musí přesměrovat do Andyho, jelikož byl první, komu Chucky prozradil své tajemství.
Po několika neúspěšných pokusech se to Chuckymu skoro povede, ale je střelen do srdce a umírá.

## Další pokračování
- Dětská hra 2 (1990)
- Dětská hra 3 (1991)
- Chuckyho nevěsta (1998)
- Chuckyho sémě (2004)
- Chuckyho kletba (2013)
- Chuckyho kult (2014)

### Remake
- Dětská hra (2019)